# Кадирша
Кадирша́ (рос. Кадырша, башк. Ҡаҙырша) — присілок у складі Зілаїрського району Башкортостану, Росія. Входить до складу Сабировської сільської ради.
Населення — 105 осіб (2010; 124 в 2002).
Національний склад:
- башкири — 100%